# 勤労権
勤労権（きんろうけん、英: right to work）とは、全ての日本国民に保障されている、働く権利の事である。日本国憲法第27条に規定されている。

## 概要
基本的人権の一つで、別名労働権。国際法上では、世界人権宣言第23条及び経済的、社会的及び文化的権利に関する国際規約第6条、第7条、第8条において、好ましい労働条件と職業選択の自由、本人とその家族の人間の尊厳に値する生活を保障する報酬、同一労働同一賃金、団結権、ストライキ権、休暇の権利とともに明記されている。